# 1561 год в науке
В 1561 году произошли различные научные и технологические события, некоторые из которых представлены ниже.

## События
- Португальский картограф Бартоломеу Велью подготовил для короля Себастьяна I. «Общую карту Земли» (Carta General do Orbe).
- Завершено строительство Храма Василия Блаженного.
- 4 апреля жители Нюрнберга наблюдали загадочное явление, описанное ими впоследствии как «небесное сражение». Согласно сообщениям очевидцев, в небе наблюдалось множество шаров и цилиндров, а также другие объекты странной формы, которые беспорядочно двигались по небосводу вокруг солнца[1]. Спустя пять лет подобное произошло в небе над швейцарским городом Базель. Современные учёные однозначно объясняют «небесную битву» сочетанием редких погодных явлений[2].

## Публикации
- Луиджи Ангвиллара: Semplici, dell' eccelente Luigi Anguillara, li quali in piu pareri a diversi nobili huomini scritti appaiono, et nuovamente da M. Giovanni Marinello mandati in luce.
- Гратароло, Гульельмо:
  - Pestis descriptio, causa signa omnigena et praeservatio[3].
  - Verae alchemiae artisque metallicae, citra aenigmata, doctrina [4]. Труд по алхимии,
- Жак Дюбуа: Ordo et ordinis ratio in legendis Hippocratis et Galeni libris, per Jacobum Sylvium Medicum, Ægidium Gorbinum, посмертно.
- Валерий Корд: Annotationes in Pedacii Dioscoridis de Materia medica libros V, посмертно; описаны около 500 растений.
- Амбруаз Паре:
  - Anatomie universelle du corps humain;
  - La méthode curative des playes et fractures de la test humaine, avec les pourtraicts des instruments nécessaires pour la curation d'icelle.
- Габриеле Фаллопий: Observationes anatomicae. Это единственный изданный им при жизни труд[5].

## Родились

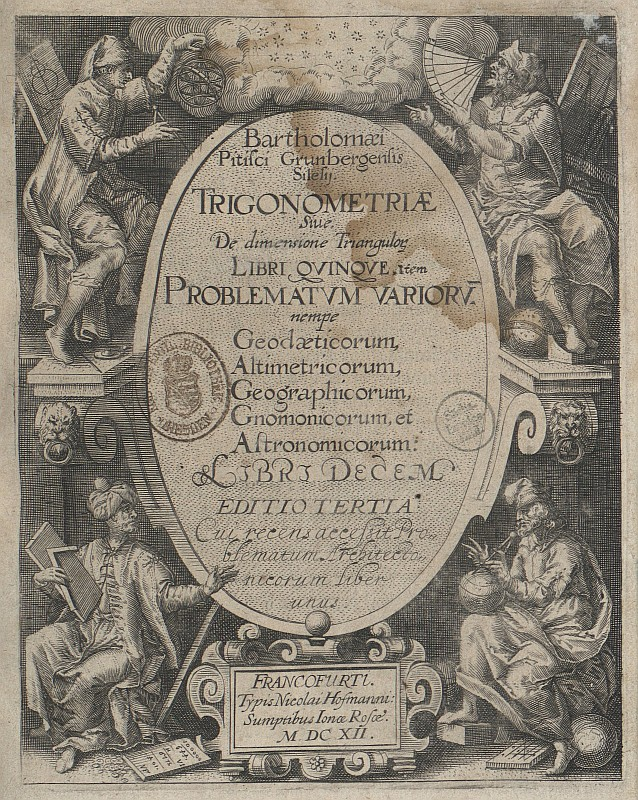
Титульный лист «Тригонометрии» Питискуса, давшей название этой науке (1612)

См. также: Категория:Родившиеся в 1561 году
- 6 января — Томас Финке, датский математик (ум. в 1656 году).
- 22 января — Фрэнсис Бэкон, английский философ, историк, публицист, государственный деятель, основоположник эмпиризма и английского материализма (ум. в 1626 году).
- 1 февраля — Генри Бригс, английский математик (ум. в 1630 году).
- 29 марта — Санторио, итальянский врач, изобретатель ртутного термометра (ум. в 1636 году).
- 24 августа — Бартоломеус Питискус, немецкий математик и астроном, ввёл термин «тригонометрия (ум. в 1613 году).
- 25 августа — Филипп Лансберг, фламандский астроном (ум. в 1632 году).
- 29 сентября — Адриан ван Ромен, фламандский математик (ум. в 1615 году).
- 8 октября (крещ.) — Эдвард Райт, английский математик (ум. в 1615 году).

## Скончались
См. также: Категория:Умершие в 1561 году